# Circles in the Stream
| Recensione              | Giudizio    |
| ----------------------- | ----------- |
| AllMusic                | [ 1 ]       |
| Sputnikmusic            | 3.5 (Great) |
| Piero Scaruffi          | [ 3 ]       |
| Dizionario del Pop-Rock | [ 4 ]       |
| 24.000 dischi           | [ 5 ]       |

Circles in the Stream è un doppio album live di Bruce Cockburn, pubblicato dalla True North Records nel dicembre del 1977.

## Tracce
Lato A
Testi e musiche di Bruce Cockburn, eccetto dove indicato.
1. The Pipes, the Pipes – 1:32
2. Starwheel – 3:40 (Bruce Cockburn, Kitty Cockburn)
3. Never so Free – 3:46
4. Deer Dancing Round a Broken Mirror – 4:10
5. Homme Brûlant – 6:05

Lato B
Testi e musiche di Bruce Cockburn.
1. Free to Be – 2:29
2. Mama Just Wants to Barrelhouse All Night Long – 4:07
3. Cader Idris – 5:37
4. Arrows of Light – 4:03

Lato C
Testi e musiche di Bruce Cockburn.
1. One Day I Walk – 3:16
2. Love Song – 4:48
3. Red Brother Red Sister – 3:54
4. Lord of the Starfields – 5:27

Lato D
Testi e musiche di Bruce Cockburn.
1. All the Diamonds in the World – 2:32
2. Dialogue with the Devil (or "Why Don't We Celebrate") – 8:37
3. Joy Will Find a Way – 4:05
4. God, Bless the Children – 4:50

## Musicisti
- Bruce Cockburn - chitarra acustica, chitarra elettrica, dulcimer, voce
- Pat Godfrey - pianoforte elettrico, marimba, voce
- P.M. Ray MacKay - cornamuse
- Robert Boucher - basso
- Bill Usher - percussioni, voce

Note aggiuntive
- Eugene Martynec - produttore (per la True North Productions)
- Registrato dal vivo al Massey Hall di Toronto (Canada) l'8 e 9 aprile 1977
- Ken Friesen - ingegnere delle registrazioni e del mixaggio
- Fedco - tecnico consolle registrazione mobile
- Mixaggio effettuato al Eastern Sound di Toronto (Canada)
- Bart Schoales - progetto grafico, fotografia copertina album
- Skip Dean - fotografie interne alla copertina dell'album[8]